# Dwekh Nawsha
Dwekh Nawsha (em siríaco:  ܕܒܝܚ ܢܦܫܐ; literalmente "aquele que sacrifica") é uma organização militar, criada em meados de 2014, a fim de defender os cristãos assírios iraquianos do Estado Islâmico do Iraque e do Levante, e possivelmente retomar suas terras atualmente controladas pelo grupo jihadista.
Ao contrário das Unidades de Proteção do Planalto de Nínive, que são independentes do Governo Regional do Curdistão e do Peshmerga, o Dwekh Nawsha opera em coordenação com eles. 
Apesar de ser liderado pelo Partido Patriótico Assírio, a maioria dos milicianos não são membros do partido.  Vários combatentes estrangeiros se juntaram ao Dwekh Nawsha;  que incluem americanos e australianos